# Peugeot e-208
De Peugeot e-208 is een elektrische auto in de  zogenaamde compacte klasse (B). Het voertuig wordt gemaakt door autoproducent Peugeot uit Frankrijk.

## Specificaties[2]

### Vervoer
De auto biedt vijf zitplaatsen, waarvan twee geschikt zijn voor Isofix-kinderzitjes. Er is standaard 265 liter kofferbakruimte, die uitgebreid kan worden tot maximaal 1106 liter. Het voertuig is niet voorzien van een trekhaak.

### Accu
De auto heeft een 50 kWh grote tractiebatterij waarvan 45 kWh bruikbaar is. Dit resulteert in een WLTP-gemeten actieradius van 362 km, wat neerkomt op 285 km in de praktijk. De accu is actief gekoeld en wordt geproduceerd door CATL. Het accupakket heeft een nominale spanning van 400 V. Het gehele accupakket weegt ongeveer 356 kg.

### Opladen
De accu van de auto kan standaard worden opgeladen via een Type 2-connector met laadvermogen van 11 kW door gebruik van 3-fase 16 ampère, waarmee de auto in 5 uur van 0 % naar 100 % geladen kan worden. Bij gebruik van een snellader met een CCS-aansluiting kan een laadsnelheid van maximaal 101 kW worden bereikt, waarmee de auto in minimaal 26 minuten van 10 % naar 80 % geladen kan worden, wat neerkomt op een snellaadsnelheid van 460 km/u.

### Prestaties
De elektronische aandrijflijn van de auto kan 100 kW of 136 pk aan vermogen leveren, waarmee de auto met 260 Nm koppel in 8,1 seconden kan optrekken van 0 naar 100 km/u. De maximale snelheid die bereikt kan worden is ongeveer 150 km/u.

## Galerij

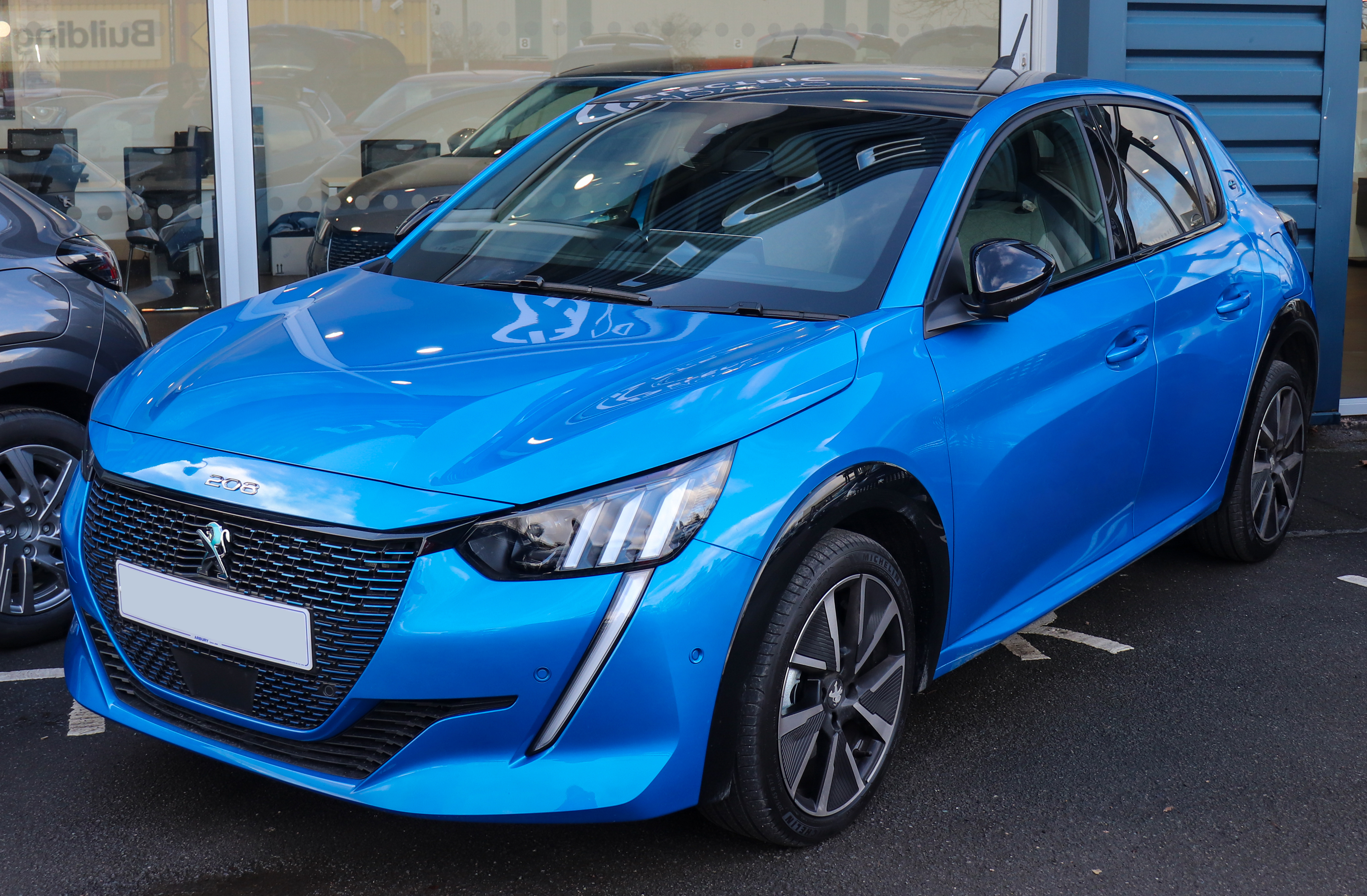
GT versie, voorzijde
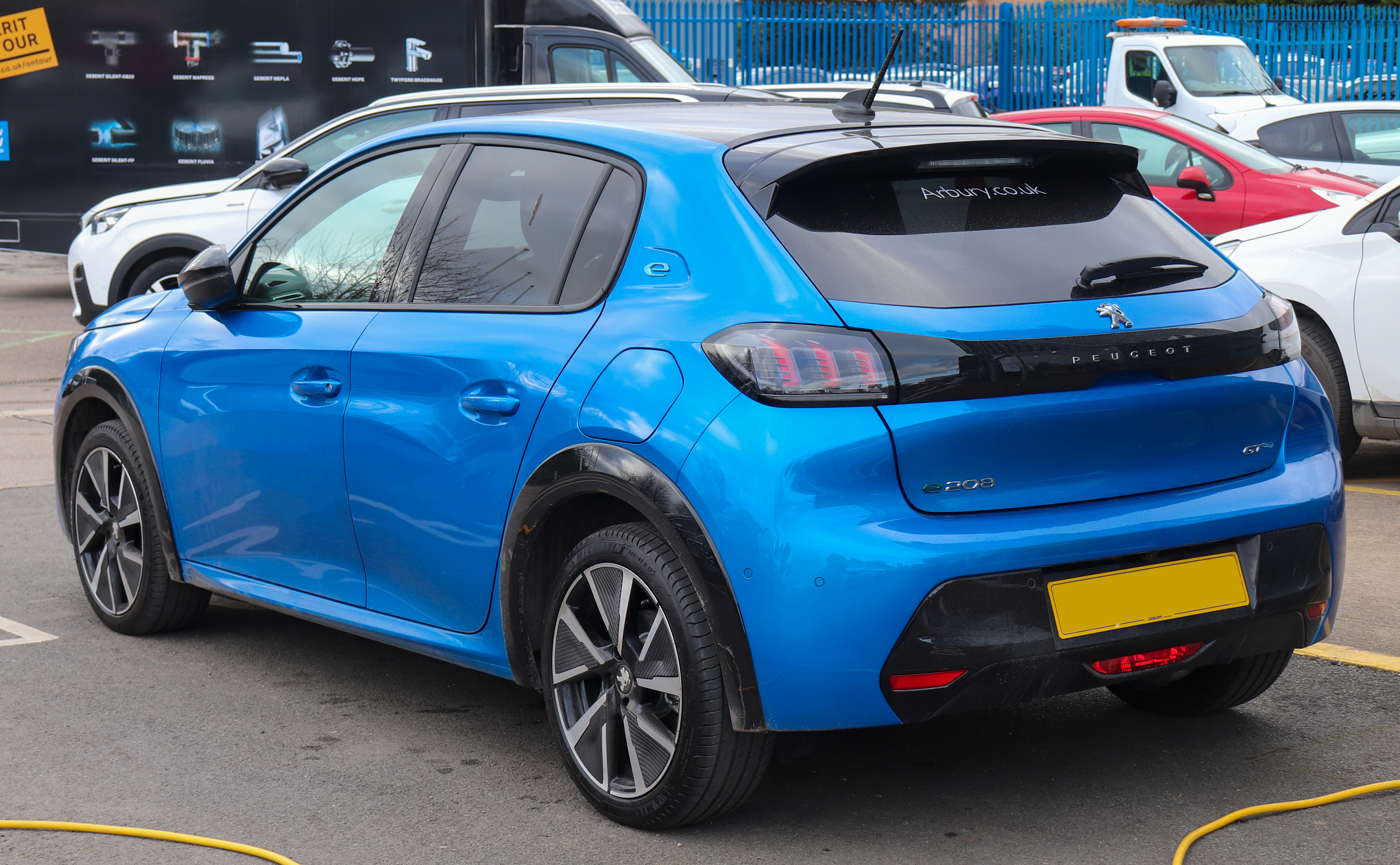
GT-versie, achterzijde
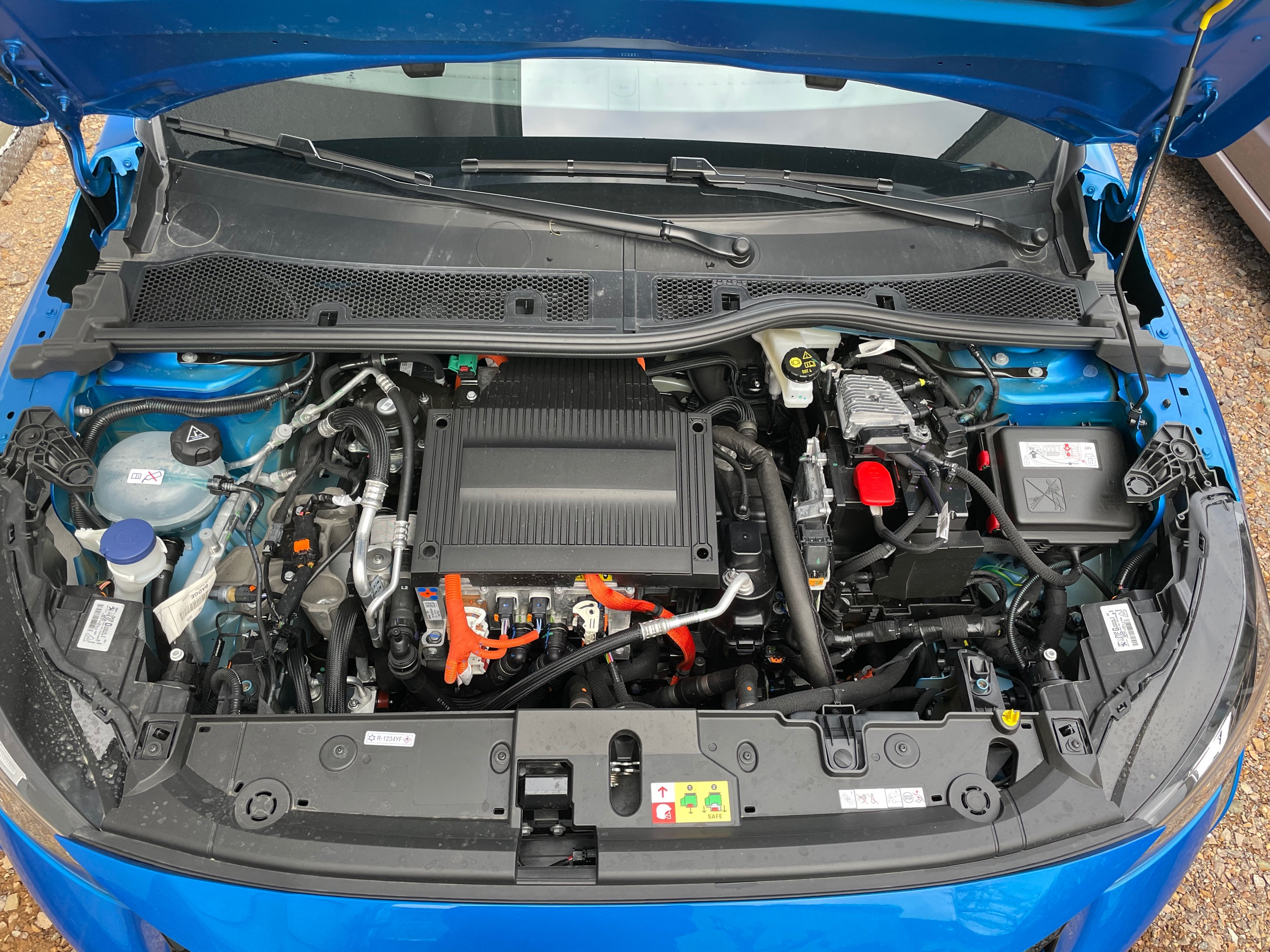
GT-versie, onder de motorkap
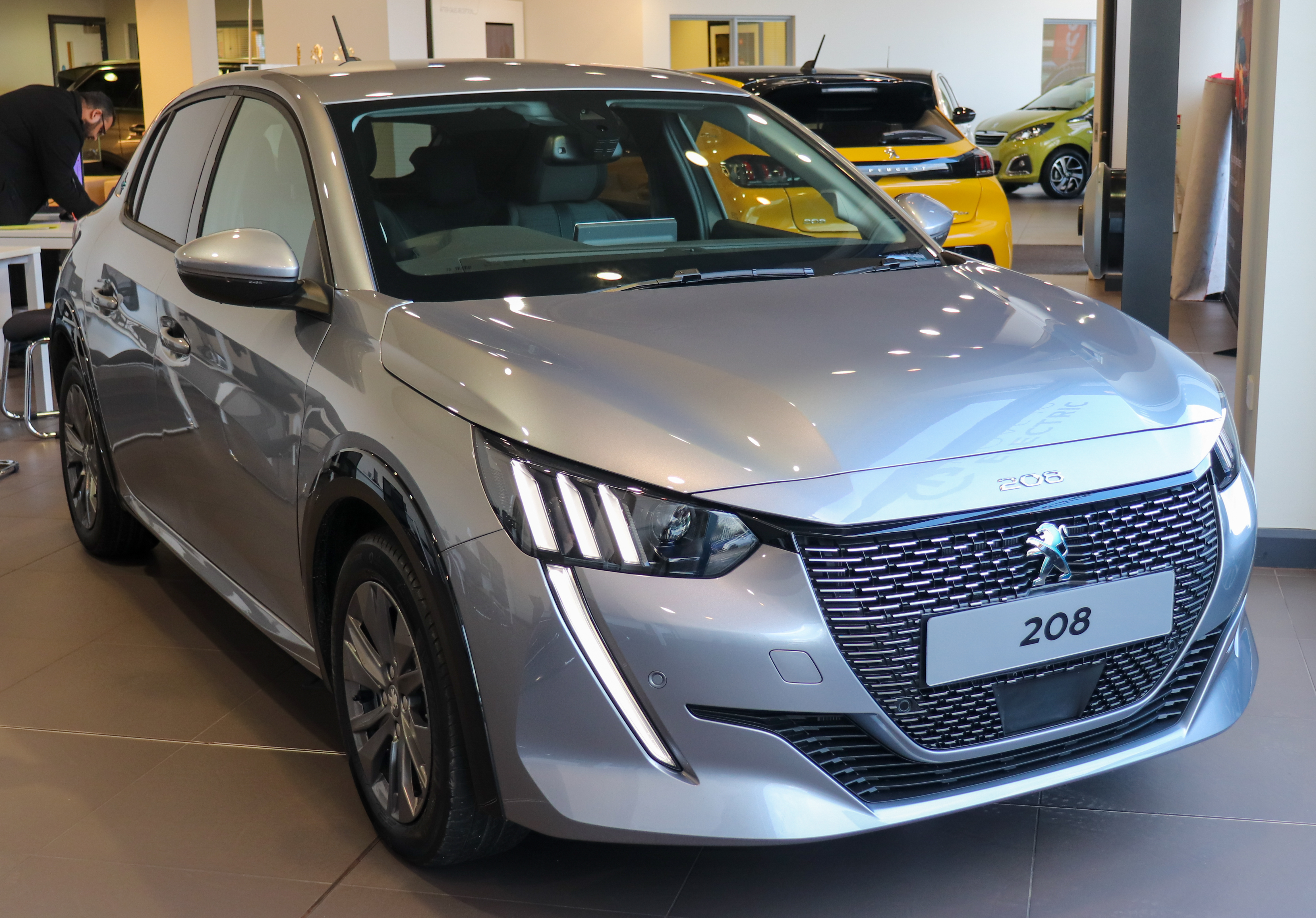
Allure-versie, voor
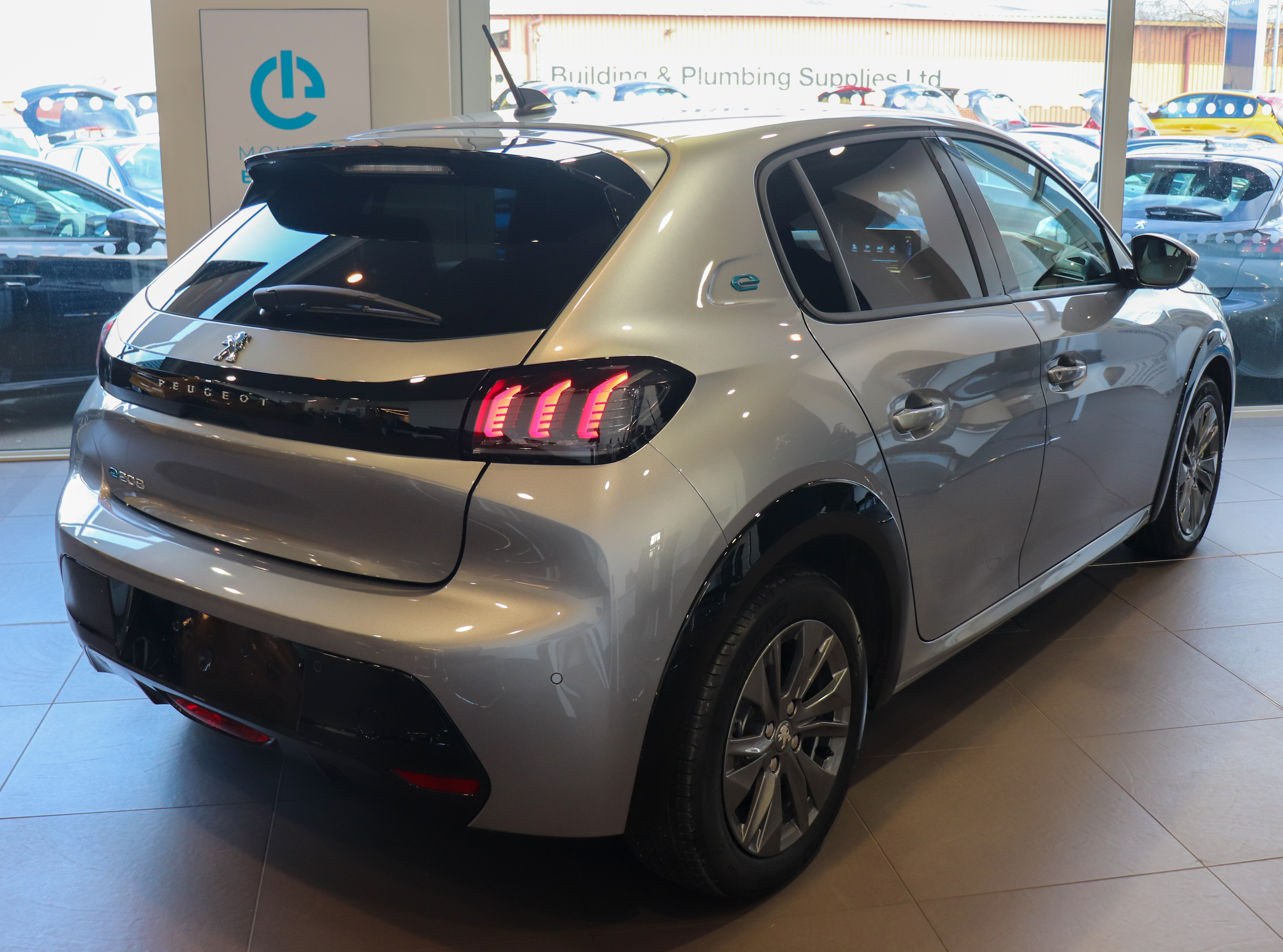
Allure-versie, achter